# Фигурный курган

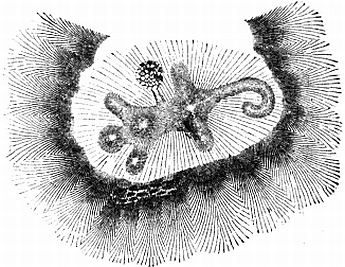
Курган Аллигатора, Огайо

Фигурный курган — насыпное сооружение из земли или камней в виде стилизованной фигуры животного, символа, человека и т. п. Функционально сходно с геоглифами (ср. геоглифы Наски).
Фигурные курганы сооружались многими доколумбовыми культурами Америки. По мнению археологов, их основное назначение было культовым, однако некоторые также служили погребальными курганами. Комплекс культур, сооружавших фигурные и другие курганы, в американской археологии именуется Строителями курганов, при этом большая часть курганов находится на территории штата Висконсин (от 15 до 20 тыс., из которых около 4 тыс. сохранилось до настоящего времени).

## Примеры фигурных курганов
- Курган Аллигатора, штат Огайо — en:Alligator Effigy Mound, Огайо (предположительно изображает подводную пантеру)
- Каменный орёл, округ Патнем, Джорджия
- Каменный ястреб — en:Rock Hawk Effigy Mound, там же
- Серпент-Маунд
- Эффиджи-Маундз
- Парк индейских курганов — группа археологических парков с фигурными курганами